# Thomas Prazak

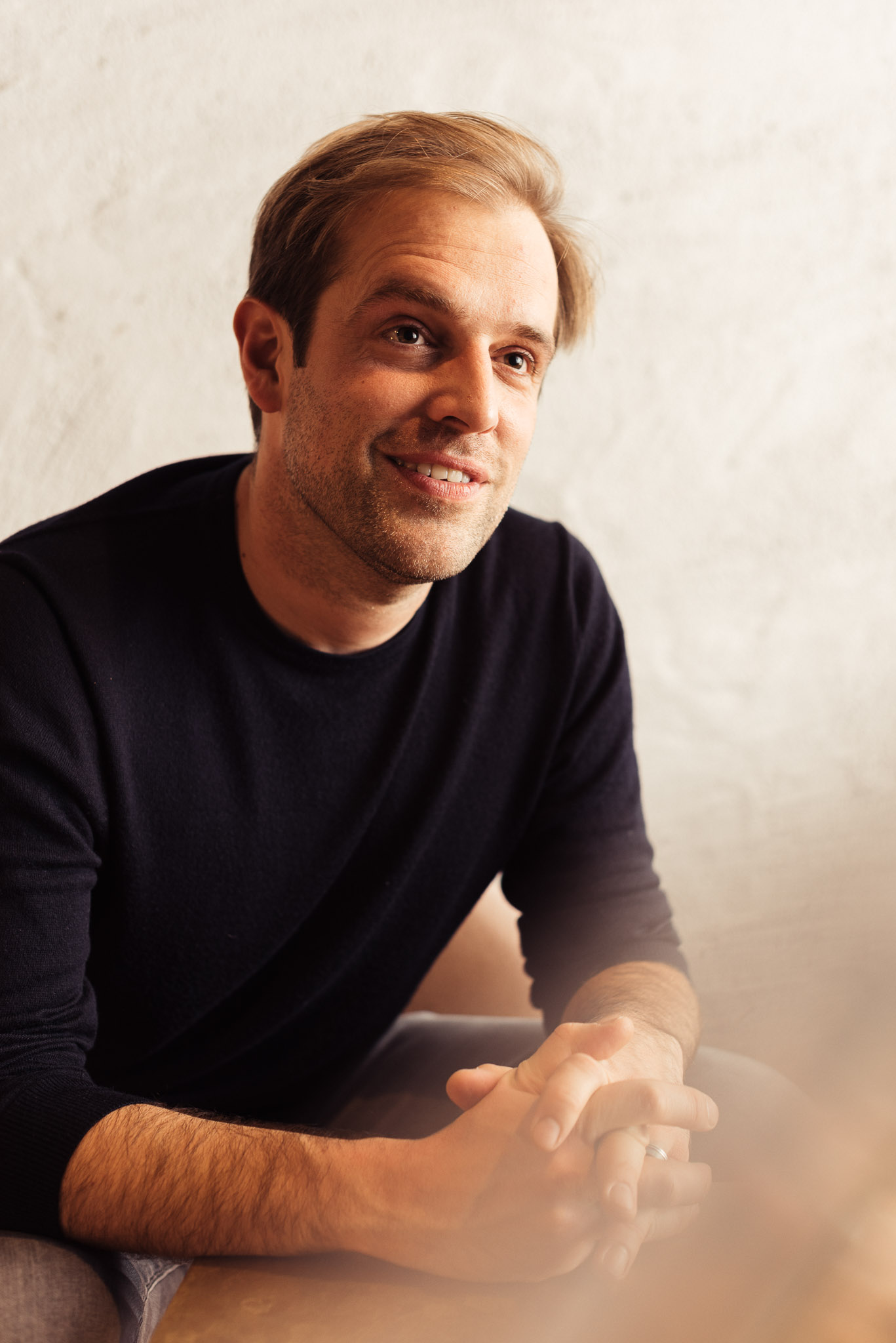
Thomas Prazak (2020)

Thomas Prazak (* 1980 in Baden bei Wien) ist ein österreichischer Schauspieler.

## Leben
Thomas Prazak wurde am Mozarteum Salzburg zum Schauspieler ausgebildet. Sein erstes Engagement führte ihn von 2004 bis 2006 ans Schauspielhaus Graz. Danach wechselte er nach Mainz ans Staatstheater (2006–2010).
Von 2010 bis 2015 arbeitet er freischaffend, u. a. in Graz, Frankfurt und München, am Theater Augsburg, am Theater Erlangen (Theaterförderpreis für „Der große Gatsby“) und am Schauspiel Frankfurt.
Ab 2015 folgt ein Engagement am Theater Augsburg (Augsburger Theaterpreis 2018).
Festivaleinladungen führten ihn u. a. nach Amsterdam, Hamburg, Tiflis und Brünn.
In der jährlichen Kritikerumfrage von Theater Heute wird er 2021 als Schauspieler des Jahres nominiert.

## Theater (Auswahl)
Schauspielhaus Graz
- Amadeus, W.Amadeus Mozart, Regie: Cornelia Crombholz
- Der nackte Wahnsinn, Gary Lejeune / Roger Trampelmain, Regie: Thomas Reichert
- Damals vor Graz, a2, Regie: Philip Tiedemann
- Der stumme Diener, Ben, Regie: Daniel Doujenis
- Nach dem glücklichen Tag, Paul, Regie: Matthias Fontheim
- Klassenfeind, Pickel, Regie: Robert Schmidt

Staatstheater Mainz
- Peer Gynt, Peer Gynt, Regie: Philip Tiedemann
- Ein Sommernachtstraum, Zettel, Regie: Schirin Khodadadian
- Hänschen Rilow, Frühlingserwachen, Regie: André Rößler
- Motortown, Lee, Regie: Matthias Fontheim
- Delirium, Smerdjakow, Regie: Schirin Khodadadian
- Macht und Rebel, Rebel, Regie: Timo Krstin
- Madame Bovary, Leon Dupois, Regie: Deborah Epstein u. Marcus Mislin
- Die Durstigen, Boon, Regie: André Rößler
- An der Arche um Acht, Erster Pinguin, Regie: Thomas Hollaender

Schauspiel Frankfurt
- Wilhelm Meister, Regie: Ulrich Rasche
- Die Katze auf dem heißen Blechdach, Skipper, Regie: Bettina Brunier

Follow the Rabbit
- Max und Moritz – das Musical, Moritz, Regie: Martin Horn
- Dr. Brumm, Pottwal, Regie: Simon Windisch

Theater Erlangen
- Tartuffe, Tartuffe, Regie: Dominik von Gunten
- Die Jungfrau von Orléons, Dunois, Regie: Thomas Krupa
- Der große Gatsby, Jay Gatsby, Regie: Biel / Zboralski

Satellit Produktion
- Brothers in Arms, DokumentarTanzTheater – Projekt, Regie: Ana Zirner

Theater Augsburg
- Der Brandner Kaspar und das ewig Leben, Erzengel Michael, Regie: Markus Trabusch
- Die Bekenntnisse der Marion Krotowski, Liederabend, Regie: Christian Friedel
- Der ideale Mann, Lord Goring, Regie: Schirin Khodadadian
- Platonow, Nikolai Iwanowitsch Trilezki, Regie: Christian Weise
- Cabaret, Conférencier, Musikalische Leitung: Piotr Kaczmarczyk, Choreografie: Julio Viera

## Filmografie
- 2003: Turn
- 2010: Sie & Er
- 2011: Maschenka
- 2012: Waschsalon
- 2014: Rituale